# 西尔瓦娜·曼加诺
西尔瓦娜·曼加诺（1930年4月21日—1989年12月16日）是一名意大利女演员。
曼加诺的童年是在二战时期的贫困家庭渡过，一开始练习跳舞当模特，1946年赢得了“罗马小姐”选美比赛。于是她开始拍电影，1949年的《粒粒皆辛苦》获得成功后，她拍了近40年的电影。
1949年她嫁给了电影制片人迪诺·德·劳伦提斯，直到他們離婚，之後她因肺癌去世。他们有四个孩子。